# Polydegmon sinuatus
Polydegmon sinuatus är en stekelart som beskrevs av Forster 1862. Polydegmon sinuatus ingår i släktet Polydegmon och familjen bracksteklar. Inga underarter finns listade i Catalogue of Life.